# The Bouncing Souls
The Bouncing Souls és un grup estatunidenc de punk rock format New Brunswick el 1989.

## Història
Els quatre membres originals van créixer a Basking Ridge, Nova Jersey, i van tocar en altres bandes mentre assistien al Ridge High School. Van prendre la decisió de traslladar-se a una ciutat universitària com New Brunswick, la seu de la Universitat Rutgers, atès que New Brunswick tenia la reputació de donar suport a la música alternativa i hi havia músics que gaudien d'èxit professional. The Bouncing Souls no només es va convertir en un element fonamental de l'escena musical de New Brunswick, sinó que també va ajudar a altres grups a donar-se a conèixer. El nom de la banda és un derivat de les sabates Dr. Martens, concretament del seu eslògan publicitari with Bouncing Soles.
El seu primer àlbum de llarga durada, The Good, The Bad &amp; The Argyle va ser publicat el 1994 a Chunksaah Records, el seu propi segell. L'àlbum era una recopilació de diversos EP que el grup havia publicat anteriorment. Dos temes d'aquest disc, «Candy» i «What Boys Like» van servir com a homenatge a la nova onada dels anys 1980 i alhora van donar un cop d'humor a l'homofòbia. El seu següent àlbum, Maniacal Laughter, es va publicar el 1996 i va anar seguit d'una gira amb Youth Brigade que va cridar l'atenció d'Epitaph Records. The Bouncing Souls va signar amb Epitaph el 1997 i va llançar The Bouncing Souls el mateix any.
La banda va presentar el seu dotzè àlbum d'estudi, Ten Stories High, el 24 de març de 2023, la primera vegada des de Simplicity (2016) que el grup va publicar un àlbum d'estudi de llarga durada amb material original.

## Discografia

### Àlbums d'estudi
- The Good, the Bad, and the Argyle (1994)
- Maniacal Laughter (1996)
- The Bouncing Souls (1997)
- Hopeless Romantic (1999)
- How I Spent My Summer Vacation (2001)
- Anchors Aweigh (2003)
- The Gold Record (2006)
- Ghosts on the Boardwalk (2010)
- Comet (2012)
- Simplicity (2016)
- Volume 2 (2020)[7]
- Ten Stories High (2023)[8]